# 그래스베이스
그래스베이스(GrassBase)는 풀에 관한 웹 기반 데이터베이스이며, 큐 왕립식물원에서 지속적으로 유지, 업데이트한다.
그래스베이스는 2015년까지 (그래스월드Grassworld와 함께) 세계에서 제일 큰 식물에 관한 구조화된 데이터세트 중 하나였다. 2016년 1월에 갱신되었을 때는 11,369개의 승인된 종에 관한 형태학적 묘사와 64,273 개의 식물학명(en:Botanical name)을 보유하고 있었다.
데이터베이스의 저자는 W. D. Clayton, M. S. Vorontsova, K. T. Harman, H. Williamson이다.